# PSAT
O PSAT (Preliminary SAT) ou NMSQT (National Merit Scholarship Qualifying Test) é uma prova dos EUA aplicada a estudantes do colegial (high school).

## Características
No PSAT, também tem exames para V8 O PSAT testa habilidades na área de leitura, escrita e matemática desenvolvidas pelos alunos durante o Ensino Fundamental (1st grade to 8th grade). A prova é na forma de múltipla escolha (exceto por algumas questões de matemática) e não são requisitados do aluno conhecimentos específicos, tais como de História ou Ciência. Ao contrário do SAT, não é pedida ao aluno uma dissertação.
Ele é um teste padrão (como o Exame Nacional do Ensino Médio - ENEM) desenvolvido pela College Board e patrocinado pela NMSC (National Merit Scholarship Corporation, que distribui bolsas de estudo a alunos excepcionais). A College Board é uma prestigiada instituição que também está a cargo de fazer o SAT (Scholastic Aptitude/Assesment Test, quase sempre requisitado para ingressar na faculdade - undergraduate level).
De modo geral, o PSAT é uma forma de os alunos prepararem-se para o SAT. Outra motivação é a possibilidade de se ganhar bolsas de estudo.
No Brasil, o teste é aplicado pelo Colégio Bandeirantes.